# 廣田なお
廣田 なお（ひろた なお、1988年11月5日 ）は、「美筋ヨガ」考案者。

## 著書
- 『整えるヨガ 心とカラダの不調に効く365日の基本ポーズ』（ダイヤモンド社、2021/1/13）ISBN 978-4478111932
- 『ラクしてやせる美ボディ習慣 美筋ヨガ』（マイナビ出版、2021/2/26）ISBN 978-4839974176
- 『目覚めよ! ぐ~たら筋』（マイナビ出版、2022/8/23）ISBN 978-4839978464
- 『たった5日でウエスト-7cm　美くびれデザイン』（幻冬舎、2022/9/30）ISBN 978-4344040120
- 『10分で4cm伸びる！細くなる！　脚長革命』（幻冬舎、2023/7/22） ISBN 978-4344041318